# 16528 Terakado
16528 Terakado (1991 GV) là một tiểu hành tinh vành đai chính được phát hiện ngày 2 tháng 4 năm 1991 bởi K. Endate và K. Watanabe ở Kitami.